# Eino Puri
Eino Puri (* 7. Mai 1988 in Tartu) ist ein estnischer Fußballspieler. Er ist der Zwillingsbruder von Sander Puri.

## Karriere
Seine erste Station führte ihn zu dem Verein SK-10 Premium Tartu, wo er in wenigen Spielen sehr Treffsicher war. Dadurch wurde der estnische Spitzenklub Levadia Tallinn auf ihn aufmerksam und verpflichtete ihn zur Saison 2005. Dort wurde er Stammspieler im Verein. In der Saison 2007 wurde er an Tulevik Viljandi ausgeliehen. In der Saison 2011 spielt er für JK Nõmme Kalju, nachdem er zuvor vier Jahre für Levadia gespielt hatte, und nun für 2 Jahre beim Verein aus dem Tallinner Stadtteil Nõmme unterschrieb.
Am 29. Mai 2009 debütierte er im Freundschaftsspiel gegen Wales in der Nationalmannschaft Estlands.

## Erfolge
- Estnischer Supercup: 2010
- Estnischer Meister: 2006, 2007, 2008, 2009, 2012
- Estnischer Pokalsieger: 2005, 2007, 2010